# Département des Oasis
1957–1962
Entités précédentes :
- Territoires du Sud

Entités suivantes :
- Département des Oasis

Le département des Oasis fut un département français du Sahara créé le 7 août 1957 à la suite du démantèlement des Territoires du Sud.

## Création
Le département des Oasis fut créé par le décret no 57-903 du 7 août 1957 portant organisation administrative de la partie des territoires du Sud englobés dans l'Organisation commune des régions sahariennes.

## Territoire
Le territoire du département des Oasis recouvrait :
- Le territoire des Oasis ;
- La partie des territoires de Ghardaïa et de Touggourt relevant de l'Organisation commune des régions sahariennes (OCRS) ;
- La partie de l'ancienne commune mixte de Géryville située à l'est de l'oued Es Zergoun jusqu'à la Daïet El Khala.

Sa superficie était de 1 297 050 km2 pour une population de 416 418 habitants.

## Chef-lieu
Le chef-lieu du département des Oasis, initialement fixé à Laghouat, fut transféré à Ouargla par le décret no 59-1214 du 23 octobre 1959.

## Subdivisions

### Arrondissements
À sa création, le département des Oasis était divisé en trois arrondissements :
- L'arrondissement de Laghouat, comprenant la partie du territoire de Ghardaïa relevant de l'Organisation commune des régions sahariennes et la partie de l'ancienne commune mixe de Géryville sus définie ;
- L'arrondissement d'Ouargla, comprenant le territoire des Oasis et la partie de la commune mixte d'El-Oued située au Sud du 32e parallèle ;
- L'arrondissement de Touggourt, comprenant la partie du territoire de Touggourt relevant de l'Organisation commune des régions sahariennes et située au Nord du 32e parallèle.

Le décret no 60-1291 du 3 décembre 1960 portant création d'arrondissements dans les départements des Oasis et de la Saoura divisa le département des Oasis en neuf arrondissements :
- L'arrondissement de Djanet, correspondant au territoire de l'ancienne commune indigène des Ajjer ;
- L'arrondissement d'El-Goléa, correspondant au territoire des anciennes communes indigènes d'El-Goléa et de Metlili des Chaamba ;
- L'arrondissement d'El-Oued, correspondant au territoire de l'ancienne commune mixte d'El-Oued ;
- L'arrondissement de Ghardaïa, correspondant au territoire de l'ancienne commune de Ghardaïa ;
- L'arrondissement d'In-Salah, correspondant au territoire de l'ancienne commune indigène du Tidikelt ;
- L'arrondissement de Laghouat, réduit au territoire de l'ancienne commune mixte de Laghouat ;
- L'arrondissement d'Ouarla, réduit au territoire de l'ancienne commune indigène d'Ouargla ;
- L'arrondissement de Tamanrasset, correspondant au territoire de l'ancienne commune indigène du Hoggard ;
- L'arrondissement de Touggourt, correspondant au territoire de l'ancienne commune mixte de Touggourt.

### Cantons
Le décret no 59-103 du 7 janvier 1959 divisa le département des Oasis en vingt-cinq cantons.
| Canton                | Chef-lieu       | Arrondissement | Commune(s)                                                    |
| --------------------- | --------------- | -------------- | ------------------------------------------------------------- |
| Laghouat              | Laghouat        | Laghouat       | Laghouat                                                      |
| Ksar-el-Ilirane       | Ksar-el-Ilirane | Laghouat       | Ksar-el-Ilirane et Laarba de l'Est                            |
| Tadjmout              | Tadjmout        | Laghouat       | Tadjmout, Aïn-Madhi-el-Houita et Laarba de l'Ouest            |
| Ouled-Yahya-ben-Salen | Ksar-el-Ilirane | Laghouat       | Ouled-Yahya-ben-Salen                                         |
| Mzab-Nord             | Berriane        | Laghouat       | Berriane et Guerrara                                          |
| Ghardaïa              | Ghardaïa        | Laghouat       | Ghardaïa et Melika                                            |
| Pentapole-Est         | Beni-Isguen     | Laghouat       | Beni-Isguen, Bounoura et El-Atteuf                            |
| Mettlili-des-Chaamba  | Mettlili        | Laghouat       | Mettlili-des-Chaamba                                          |
| El-Goléa              | El-Goléa        | Laghouat       | El-Goléa                                                      |
| Touggourt             | Touggourt       | Touggourt      | Touggourt                                                     |
| Temacine              | Temacine        | Touggourt      | Temacine et Meggarine                                         |
| M'Raïer               | M'Raïer         | Touggourt      | M'Raïer et Arab-Gueraba                                       |
| Djamaa                | Djamaa          | Touggourt      | Djamaa et Ouled-Moulet                                        |
| El-Hadjira            | El-Hadjira      | Touggourt      | Saïd-Oaled-Amor et Ouled-Sayah                                |
| Taïbet                | Touggourt       | Touggourt      | Taïbet                                                        |
| El-Oued               | El-Oued         | Touggourt      | El-Oued, Trifaoui et Oued-el-Mennia                           |
| Debila                | Djede'da        | Touggourt      | Hassi-Khalifa, Magrane, Debila, Bechima, Z'Goum et Sidi-Aoune |
| Guémar                | Guémar          | Touggourt      | Guémar                                                        |
| Kouinine              | Kouinine        | Touggourt      | Kouinine et Reguiba-du-Souf                                   |
| Amiche                | Bayada          | Touggourt      | Bayada, Nakhla et Robbah                                      |
| Ouargla               | Ouargla         | Ouargla        | Ouargla                                                       |
| Ouargla Nomade        | Ouargla         | Ouargla        | Saïd-Othba-Mekhadma, Chambaa-Beni-Thour et Fort-Flatters      |
| Tidikeit              | In Salah        | Ouargla        | Aoulef, Foggaret-ez-Zaoua, In Char et In Salah                |
| Ajjet                 | Djanet          | Ouargla        | Djanet et Polignac                                            |
| Hoggar                | Tamanrasset     | Ouargla        | Tamanrasset et Touareg Hoggar                                 |

### Communes
En 1962, le département des Oasis fut de nouveau démantelé après l'indépendance de l'Algérie en plusieurs Wilayas : El-Oued, Ghardaïa, Illizi, Laghouat, Ouargla et Tamanrasset.

## Députés et sénateurs

### Députés à l'Assemblée nationale
Aux termes de l'ordonnance no 58-965 du 16 octobre 1958, relative à l'élection des députés représentants les départements de la Saoura et des Oasis, celui-ci formait une circonscription électorale unique élisant trois députés au scrutin de liste majoritaire à un tour.
| Nom                    | Parti | Mandat                               |
| ---------------------- | ----- | ------------------------------------ |
| Hamza Al-Sid-Boubakeur | RNUR  | Du 9 décembre 1958 au 3 juillet 1962 |
| Mohamed Boudi          | RNUR  | Du 9 décembre 1958 au 3 juillet 1962 |
| Marcel Deviq           | RNUR  | Du 9 décembre 1958 au 3 juillet 1962 |

### Sénateur
| Nom        | Parti | Mandat                           |
| ---------- | ----- | -------------------------------- |
| Ali Merred | UNR   | Du 31 mai 1959 au 4 juillet 1962 |

### Webographie
- (fr) le site du SPLAF : départements de l'Algérie française de 1848 à 1962.